# Seznam protitankovskih topov druge svetovne vojne
Seznam protitankovskih topov druge svetovne vojne.

### B
- Bofors (Švedska); kaliber 37 mm

### M
- M3 (ZDA); kaliber 90 mm
- M-34 (Francija); kaliber 25 mm

### O
- Ordnance QF 2-pounder (Združeno kraljestvo); kaliber 40 mm
- Ordnance QF 6-pounder (Združeno kraljestvo); kaliber 57 mm
- Ordnance QF 17-pounder (Združeno kraljestvo); kaliber 76 mm

### P
- PaK 36 (Tretji rajh); kaliber 37 mm
- PaK 38 (Tretji rajh); kaliber 50 mm
- PaK 40 (Tretji rajh); kaliber 75 mm
- PaK 88 (Tretji rajh); kaliber 88 mm

### T
- Tip 37 (Sovjetska zveza); kaliber 45 mm
- Tip 43 (Sovjetska zveza); kaliber 76 mm

### Z
- ZIS-2 (Sovjetska zveza); kaliber 57 mm
- ZIS-3 (Sovjetska zveza); kaliber 76 mm